# 巫一毛
巫一毛（1958年6月3日—）美籍华裔作家，父亲为美籍华裔翻译家，英美文学批评家巫宁坤。

## 经历
1958年生于中国北京，因父亲被划为“极右分子”发配北大荒，巫一毛成为反右运动最小的受害者。文革期间遭到同学欺负。8、9岁时，因红卫兵的“毛主席的像看一眼浑身有力量”而在头疼时尝试以看领袖肖像而治愈头疼未果，于是意识到“毛主席是坏人”。
1977年考入安徽师范大学外语系，1981年前往美国，在那慕尔圣母大学获英语文学学士学位，后在金门大学获MBA。2006年出版涉及成长经历的回忆录《暴风雨中一羽毛——动乱中失去的童年》，被翻译成德语、法语、泰语、波兰语、捷克语、芬兰语、中文、丹麦语和匈牙利语。该书在德国最受欢迎。